# Diessenhofen
Diessenhofen es una comuna y ciudad histórica suiza del cantón de Turgovia, situada en el distrito de Frauenfeld. Limita al norte con las comunas de Büsingen am Hochrhein (DE-BW), Dörflingen (SH) y Gailingen am Hochrhein (DE-BW), al sureste con Ramsen (SH), Wagenhausen y Unterstammheim (ZH), al sur con Basadingen-Schlattingen, y al oeste con Schlatt.
Hasta el 31 de diciembre de 2011 capital del distrito de Diessenhofen.

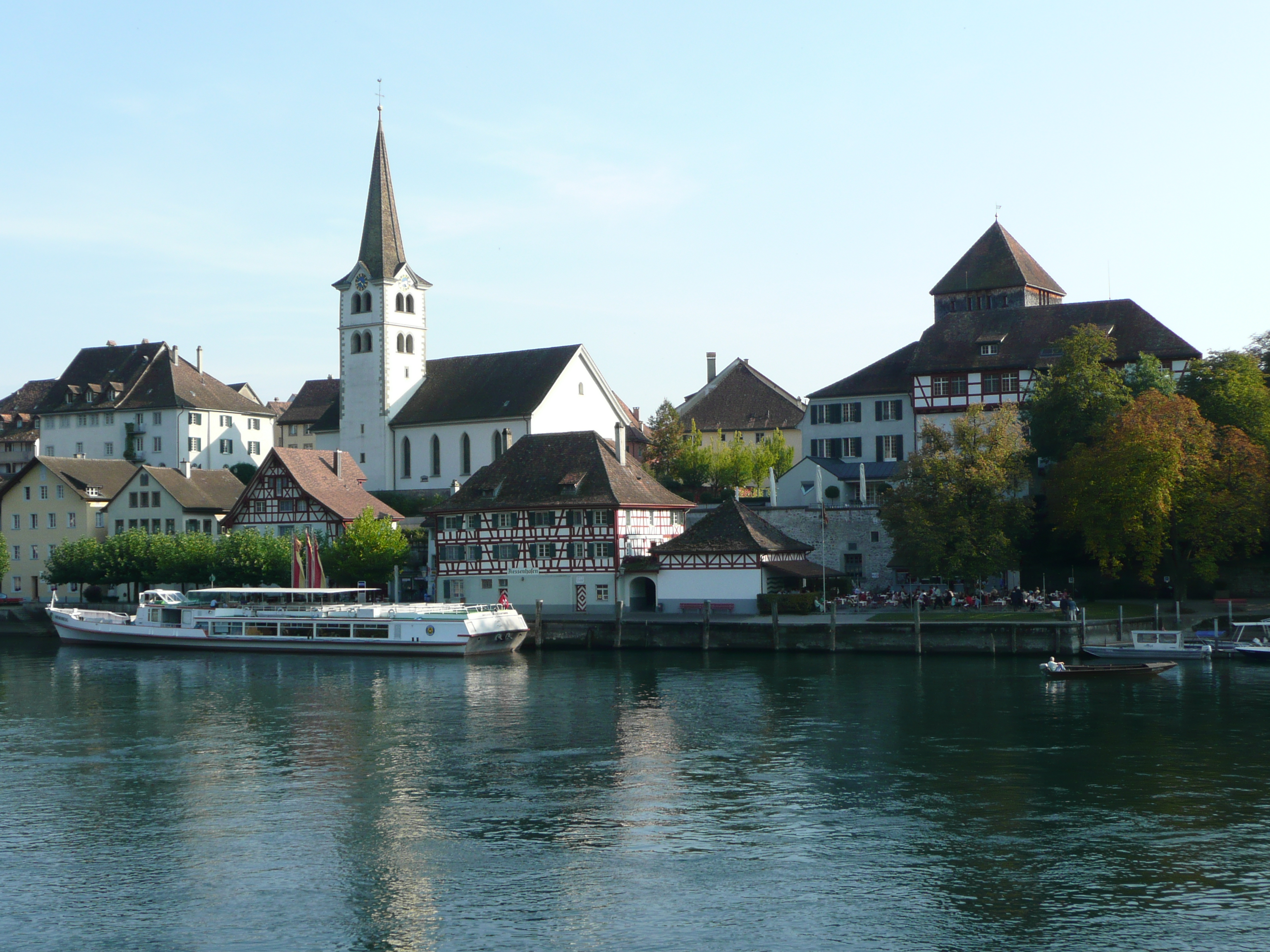
Vista de Diessenhofen.